# 五罪聚
五罪聚，又稱五眾罪、五篇罪、五犯聚、五種罪聚，佛教名詞，一種對於佛教戒律的分類法，根據情節輕重的不同，將戒律分為五大類，依此給與不同的處罰。

## 字源
梵語：，音譯阿跋提，是違犯的意思。與法（dharma）不相應，與毗尼不相應，這些違犯，就是過失，因此又譯為罪。
，音譯犍度，是聚合之意。五種違犯的集合，就稱為五犯聚或五罪聚。

## 概論
早期佛教律師對於波羅提木叉進行分類整理，形成五篇，五罪聚指的是這五篇的分類方式，分別為波羅夷、僧伽婆尸沙、波夜提、波羅提提舍尼、越毘尼罪等五者，這五種罪，總攝一切波羅提木叉。
隨著戒律的增加與複雜化，五罪聚不再能統攝所有戒律，各佛教部派也隨之改變。如說一切有部與大眾部，將五罪聚中的突吉羅擴大與彈性解釋，以容納其他四種不能含攝的戒律；有的部派，如銅鍱部，在五罪聚的基礎上擴大，形成七犯聚。